# Eva Lohman
Eva Ingegärd Lohman, född 11 december 1948 i Torps församling i Västernorrlands län, är en svensk politiker (moderat). Hon var ordinarie riksdagsledamot 2010–2018, invald för Västernorrlands läns valkrets.
I riksdagen var hon vice ordförande i riksdagens delegation till den parlamentariska församlingen för Unionen för Medelhavet 2018. Hon var även suppleant i arbetsmarknadsutskottet, kulturutskottet, socialförsäkringsutskottet och socialutskottet.